# Hemigraphis bakeri
Hemigraphis bakeri là một loài thực vật có hoa trong họ Ô rô. Loài này được Merr. mô tả khoa học đầu tiên năm 1915.